# Klub 231
Klub bývalých politických vězňů (Klub 231, K 231) byla organizace sdružující politické vězně komunistického režimu uvězněné mezi únorem 1948 a počátkem let 60. Založena byla 31. března 1968 v Praze, předsedou přípravného výboru se stal prof. Karel Nigrín, tajemníkem byl zvolen Jaroslav Brodský; za členy se brzy hlásilo z celé ČSSR na 80 tisíc lidí. 
Po srpnové invazi byla organizace Klub 231 jako „jedno z center kontrarevoluce“ zakázána a rozhodnutím státních orgánů rozpuštěna. Řada představitelů Klubu 231 po okupaci emigrovala, např. tajemník J. Brodský nebo předseda dokumentační komise klubu Ota Rambousek. V roce 1990 na Klub 231 navázala Konfederace politických vězňů Československa (nyní Konfederace politických vězňů České republiky). 
Jméno Klub 231 (resp. jeho zkratka), pod nímž je organizace známa nejvíce, je odvozeno od zákona na ochranu lidově-demokratické republiky (zákon č. 231/1948 Sb.), podle nějž byla většina politických vězňů odsouzena. 

## Útok ruské státní televize v roce 2015
Terčem útoku se stal Klub 231 v rámci ruské propagandy, když ruská státní televize Rossija 1 v roce 2015 natočila  lživý film Varšavská smlouva. Odtajněné stránky (rusky Варшавский договор. Рассекреченные страницы), ve kterém byl označen za „údernou sílu" pražské opozice a hlavního viníka invaze vojsk do Československa v roce 1968. Členy Klubu 231 označil film za odsouzené esesáky, fašisty, kolaboranty a nepřátele československého lidu, kteří chtěli vytvořit situaci beztrestného teroru a vyvolat ozbrojené srážky a krveprolití.